# Прорастомус
Прорасто́мус (лат. Prorastomus sirenoides) — вид вымерших млекопитающих из семейства Prorastomidae отряда сирен, живших в нижнем эоцене (56,0—41,3 млн лет назад) на территории Ямайки.

## Описание
Хотя современные сирены обитают только в воде, полутораметровый прорастомус, судя по структуре его черепа, вёл в основном наземный образ жизни. Его конечности ещё не видоизменились в плавники. Зубы и форма морды говорит о том, что питался он мягкими растениями.